# (32860) 1993 FG5
1993 FG5 (asteroide 32860) é um asteroide da cintura principal. Possui uma excentricidade de 0.05467000 e uma inclinação de 2.81860º.
Este asteroide foi descoberto no dia 17 de março de 1993 por UESAC em La Silla.